# كلوبس نهر تانا الأحمر
كولبس نهر تانا الأحمر (الاسم العلمي: Piliocolobus rufomitratus) (بالإنجليزية: Eastern red colobus) ويسمى كذلك بكلوبس أحمر شرقي، هو نوع من الحيوانات يتبع جنس الكولبس الأحمر من فصيلة سعادين العالم القديم. يعيش في منطقة ضيقة من الغابات بالقرب من نهر تانا في جنوب شرق كينيا، ويعتبر من الأنراع الرئيسية المعرضة للٳنقراض.

## تصنيف
الكولبس الشرقي والذي يسمى علميا ب Piliocolobus rufomitratus هو صنغ أحادي النمط يقتصر ٳنشاره على كينيا حسب كولن غروفز. ومثل كل أنواع الكولبس الأحمر الأخرى، كان يُعتبر الكولبس الشرقي سابقًا نوعًا فرعيًا من الكولبس الأحمر الغربي واسع الانتشار. ومؤخراً، أصبح بعض الباحثون يعتبرون الكولبس الأحمر الأوغندي والأحمر الثولوني والأحمر البروسي كسلالات فرعية من الكولبس الأحمر الشرقي بدلا من تصنيفها كسلالات مستقلة.

## البيئة والسلوك

### الٳنشار والموطن
حصل قرد كولبوس نهر تانا على اسمه من مكان إقامته، على طول الغابات والسهول الفيضية بضفاف نهر تانا السفلي في شرق كينيا. يبلغ طول هذا النهر حوالي ألف كيلومتر، وبالتالي فهو أطول أنهار البلاد. عندما يكون النهر في حالة فيضان، يبلغ عرض السهول الفيضية من كيلومتر واحد إلى ستة كيلومترات. ومن 60 إلى 100 متر عندما لا يكون في فيضان. تحدث الفيضانات مرة واحدة تقريبًا في السنة، مع حدوث فيضان كبير كل ثلاث سنوات. على الرغم من أن السهول الفيضية غالبًا ما تكون عشبية، إلا أن هناك أماكن بها غابات وأراضي خشبية.

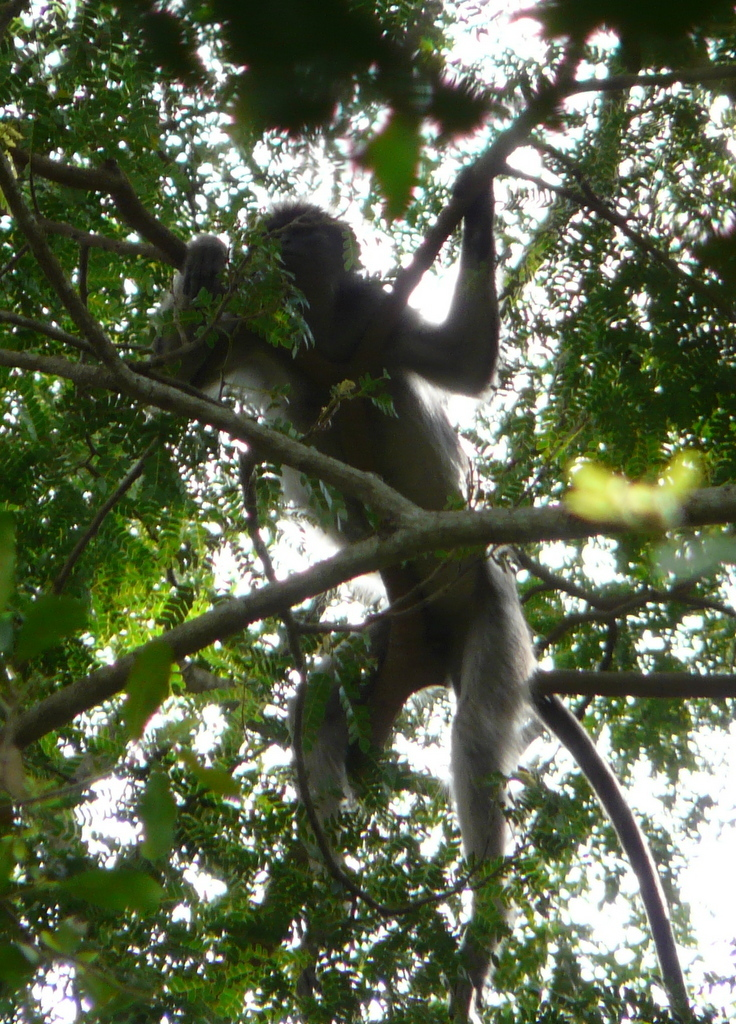
كولبس أحمر شرقي يتسلق شجرة

يكون مناخ نهر تانا السفلي حارًا وجافًا بشكل عام، وتتراوح درجات الحرارة من 30 درجة مئوية إلى 38 درجة مئوية. تكون أكثر الأيام حرارة بشكل عام خلال شهري يناير وفبراير بينما أبرد الشهور هي ماي حتى يوليوز. يتراوح متوسط هطول الأمطار السنوي بين 500 و 600 ملم، وأكثر الشهور أمطارا هي مارس وأبريل، وأكثرها جفافا هي نوفمبر وديسمبر.
يشمل الغطاء النباتي الرئيسي الذي ينتشر على طول نهر تانا السفلي الأراضي العشبية والأدغال والأراضي الحرجية المتساقطة والغابات دائمة الخضرة والأراضي المنخفضة. ولكن وبسبب الٳضطرابات البشرية وكذلك الفيضانات، تشكلت توزيعات متقطعة من هذه الغابات على طول النهر. ففي عام 1988، أجريت دراسة لتحديد سبب الانخفاض الحاد في أعداد السعادين المنجبية المتوجة والكولبس الأحمر الشرقي. فوُجِد أن الغابة تتجدد وتسبب في ظهور نوعًا جديدًا من الغطاء النباتي لجذب أنواع أحدث من السلالات. لذلك قد يكون هذا سببًا رئيسياً في انخفاض أعدادهم.

### النظام الغدائي
تتغدى قرود كولوبس في الغالب على عدد محدود من أنواع الأشجار، بحيث يختارون أنواع الأوراق الناضجة قليلة الألياف والتي تحتوي على نسبة عالية من النيتروجين. كما أنها تكمل هذا النظام الغذائي بالسليلوز الضخم المتواجد بالفواكه غير الناضجة والطحلب والبذور. بطون هذه القرود كبيرة وفيها ثلاث حجرات، وتحمل بكتيريا معينة تساعد على تخمر الأوراق وهضمها. يأكلون حوالي كيوغرامين أو ثلاتة كيلوغرامات من الأوراق في اليوم. وفي بعض الأحيان يأكلون التربة والطين والفحم للمساعدة في هضم الأوراق السامة. وبسبب رداءة الجودة الغذائية لطعامهم، يجب أن يبحثوا وبشكل مكثف لساعات عديدة كل يوم عن الطعام، ويقضون ما تبقى من اليوم في الراحة للمساعدة على الهضم.

### التزاوج
تحتوي بيئة نهر تانا على نظام تزاوج متعدد الزوجات خاصة عند وجود ذكر واحد فقط. يحدد التسلسل الهرمي للهيمنة عادة الأفراد المسموح لهم بالتزاوج. ولا يُعرف الكثير عن الدورة التناسلية في البرية بسبب الهجرة المستمرة لهذا النوع، لكن يتزاوج الذكر المهيمن عادة مع إناث في نفس المجموعة الاجتماعية. تبدأ الإناث التزاوج من خلال عروض التودد ونداءات التزاوج. تتكاثر قرود كولوبس الحمراء على مدار العام، وتتراوح فترة حملها من 4.5 إلى 5.5 شهرًا.
يتشبث الرضع ببطن أمهاتهم منذ ولادتهم حتى بلوغ ثلاتة أشهر من العمر، حيث تبدأ بالٳبتعاد بمتر واحد فقط من الأم، وعادة ما يلعبون مع القرود الأخرى حتى بلوغ الستة أشهر. تترك الإناث المجموعة بعد بلوغ عام ونصف من العمر وتستمر في الانتقال من مجموعة إلى أخرى. وقد يغادر الذكور المجموعة خلال فترة المراهقة ولكنهم يواجهون صعوبة في قبولهم في مجموعات اجتماعية أخرى بسبب التسلسل الهرمي.

### السلوك
تميل قرود الكولبس الحمراء الشرقية في نهر تانا إلى أن تكون مخلوقات هادئة ورزينة، بحيث يعيشون معًا بأعداد صغيرة ويصدرون أصوات منخفضة للتواصل عند الضرورة.

## حالة الحفظ
يعتبر كولبس نهر تانا أحد أكثر 25 نوعا رئيسًا تعرضًا للخطر في العالم. لقد كان السبب الرئيسي جنبًا إلى جنب مع السعدان المنجبي المتوج في إنشاء محمية نهر تانا الرئيسية في عام 1978، ولكن التعدي البشري داخل هذه المحمية على هذه الحيوانات لا زال مستمر. في الآونة الأخيرة، تم اقتراح تحويل شعرين الف هكتار من دلتا نهر تانا إلى مزارع قصب السكر، ولكن تم إيقاف هذا مؤقتًا على الأقل، من قبل المحكمة العليا في كينيا.
التهديد الآخر الذي يشكل خطراً على هذه القردة هو إدخال الأمراض الطفيلية إلى موائلها. بحيث يلاحظ وجود الطفيليات في القرود أعلى بشكل ملحوظ من الرئيسيات الأخرى.
كان كولبس نهر تانا تحت مراقبة محمية نهر تانا الرئيسية (TRPNR). وقد وضعوا قدرًا كبيرًا من البحث والدراسة في الحفاظ على هذا النوع. لكنهم وجدوا أن 37 في المئة منهم فقط من تعيش داخل المحمية، الأمر الذي جعل إستراتيجية الحفظ هذه موضع تساؤل.